# Juan Luis Vázquez
Juan Luis Vázquez Suárez (citado como Juan Luis Vázquez; Oviedo, 26 de julho de 1946) é um matemático espanhol

## Vida e trabalho
Vázquez estudou de 1964 a 1969 na Escuela Técnica Superior de Ingenieros de Telecomunicación (ETSIT) em Madrid obtendo um diploma como engenheiro de telecomunicações. Estudou depois matemática na Universidade Complutense de Madrid, onde obteve em 1979 um doutorado, orientado por Haïm Brézis, com a tese Existencia, unicidad y propiedades de las soluciones de algunas ecuaciones en derivadas parciales semilineales. É desde 1986 professor de matemática aplicada na Universidade Autônoma de Madrid.
Foi palestrante plenário do Congresso Internacional de Matemáticos em Madrid (2006: Perspectives in Nonlinear Diffusion: Between Analysis, Physics, and Geometry). É fellow da American Mathematical Society.
De 1996 a 1998 foi presidente da Sociedad Española de Matemática Aplicada (SEMA).

## Publicações selecionadas

### Livros
- The Porous Medium Equation. Mathematical Theory. Clarendon, Oxford 2007, ISBN 978-0-19-856903-9.
- Smoothing and Decay Estimates for Nonlinear Diffusion Equations. Equations of Porous Medium Type (Oxford Lecture Series in Mathematics and its Applications; Volume 33). Oxford University Press, Oxford 2006, ISBN 0-19-920297-4.
- A Stability Technique for Evolution Partial Differential Equations. A Dynamical Systems Approach (Progress in Nonlinear Differential Equations and their Applications; Volume 56). Birkhäuser, Basel 2003, ISBN 3-7643-4146-7 (com Viktor A. Galaktionov).
- Recent Trends in Partial Differential Equations (Contemporary Mathematics; Volume 409). American Mathematical Society, Providence RI 2006, ISBN 0-8218-3891-1 (com Xavier Cabré e José A. Carrillo).

### Artigos
- Thermal avalanche for blowup solutions of semilinear heat equations. In: Communications on Pure and Applied Mathematics, Volume 57 (2004), Caderno 1, p. 59–98, ISSN 0010-3640 (com Fernando Quirós e Julio D. Rossi).
- Geometrical properties of solutions of the porous medium equation for large times. In. Indiana University Mathematics Journal, Ano 52 (2003), Caderno 4, p. 991–1016, ISSN 0022-2518 (com Ki-Ahm Lee).
- The Hardy inequality and the asymptotic behaviour of the heat equation with an inverse-square potential. In: Journal of Functional Analysis, Volume 173 (2000), Caderno 1, p. 103–153, ISSN 0022-1236 (com Enrique Zuazua).
- Continuation of blowup solutions of nonlinear heat equations in several space dimensions. In: Communications on Pure and Applied Mathematics, Volume 50 (1997), Caderno 1, p. 1–67, ISSN 0010-3640 (com Viktor A. Galaktionov).
- Blow-up solutions of some nonlinear elliptic problems. In: Rev. Mat. Univ. Complut. Madrid, Volume 10 (1997), Caderno 2, p. 443–469, (com Haïm Brézis).
- An L1-theory of existence and uniqueness of solutions of nonlinear elliptic equations. In: Annali della Scuola Normale Superiore di Pisa, Classe di Scienze/Serie 4, Volume 22 (1995), Caderno 2, p. 241–273, ISSN 0391-173X (com Philippe Benilan, Lucio Boccardo, Thierry Gallouët, Ron Gariepy e Michel Pierre).
- A free-boundary problem for the heat equation arising in flame propagation. In: Transactions of the American Mathematical Society, Volume 347 (1995), Caderno 2, p. 411–441, ISSN 0002-9947 (com Luis Caffarelli).
- On the stability or instability of the singular solution of the semilinear heat equation with exponential reaction term. In: Archive for Rational Mechanics and Analysis, Volume 129 (1995), Caderno 3, p. 201–224, ISSN 0003-9527 (com Ireneo Peral).
- Nonexistence of solutions for nonlinear heat equations of fast-diffusion type. In: Journal de Mathématiques Pures et Appliquées/Série 9, Volume 71 (1992), Caderno 6, p. 503–526, ISSN 0021-7824.
- Asymptotic behaviour of nonlinear parabolic equations with critical exponents. A dynamical systems approach. In: Journal of Functional Analysis, Volume 100 (1991), Caderno 2, p. 435–462, ISSN 0022-1236 (com Viktor A. Galaktionov).
- Eventual {\displaystyle C^{\infty }}-regularity and concavity for flows in one-dimensional porous media. In: Archive for Rational Mechanics and Analysis, Volume 99 (1987), Caderno 4, p. 329–348, ISSN 0003-9527 (com Donald G. Aronson).
- A strong maximum principle for some quasilinear elliptic equations. In: Applied Mathematics & Optimization, Volume 12 (1984), Caderno 3, p. 191–202, ISSN 0095-4616.
- Asymptotic behaviour and propagation properties of the one-dimensional flow of gas in a porous medium. In: Transactions of the American Mathematical Society, Volume 277 (1983), Caderno 2, p. 507–527, ISSN 0002-9947.